# Albert K. Bender
Albert K. Bender (n. 16 iunie 1921, Duryea, Pennsylvania – d. 29 martie 2016) a fost un autor și ufolog american. Este cel mai notabil pentru  scrierea în 1962 a cărții de non-ficțiune Flying Saucers and the Three Men.  Bender este unul dinte cei mai influenți ufologi din anii 1950-anii 1960.  A luptat în armata americană în timpul celui de-al doilea război mondial. A fost obsedat de fenomenul OZN și a devenit un cercetător al acestui fenomen. A fondat International Flying Saucers Bureau (Biroul Internațional pentru Farfurii Zburătoare) și a editat revista Space Review, cu un tiraj de câteva sute de exemplare.

## Space Review
La sfârșitul verii 1953 a anunțat în Space Review că misterul farfuriilor zburătoare a fost elucidat, urmând să publice un articol în acest sens. Cu toate acestea articolul nu a mai fost publicat,  Bender susținând că a fost vizitat de trei oameni în negru care l-au convins să nu mai publice nimic, la scurt timp revista a fost închisă, la fel și organizația condusă de el, International Flying Saucers Bureau.